# Jesús Pérez Rosales
Jesús Pérez-Rosales (Manila, 8 de gener de 1896 – Barcelona, 22 d'abril de 1989) fou un metge i col·leccionista. Va néixer en el si d'una família benestant. El seu pare, Rafael Pérez Samanillo, era un pròsper home de negocis, i la seva mare, Concha Rosales, pertanyia a una de les nissagues més prestigioses de Manila.
El seu pare era l'alcalde de Manila el 1898, quan la família es va traslladar a Barcelona fugint de la guerra colonial. A Barcelona es varen fer construir la casa Pérez Samanillo, una singular mansió modernista que va guanyar un premi d'arquitectura de l'Ajuntament de Barcelona.
Després d'estudiar el batxillerat amb professors i particulars -entre ells el pintor Manuel Urgellès i Trias, qui li ensenyà art-, cursà la carrera de Medicina, i en acabar (1920), feu el doctorat a Madrid.
Aviat obtingué una plaça d'intern a l'Hospital Clínic de Barcelona, i fou aleshores quan començà a adquirir obres d'art, passió que amb els anys el portaria a esdevenir un dels grans col·leccionistes catalans d'aquest segle (d'altra banda va ser un notable violoncel·lista).
Finalitzada la guerra civil, en el decurs de la qual va perdre una quarta part de la seva col·lecció, tornà a Barcelona, on aconseguí una sòlida reputació com a ginecòleg. Fou professor de la facultat de Medicina i exercí a les clíniques Platón i del Pilar i a l'hospital del Sagrat Cor, que dirigí durant dècades. Membre d'honor de la Societé Art-Science-Humanité de París i comanador de la Corona belga, al llarg de la seva vida va ser distingit amb diverses condecoracions, entre elles la Cruz de Alfonso X el Sabio i la Cruz de Alfonso XII.

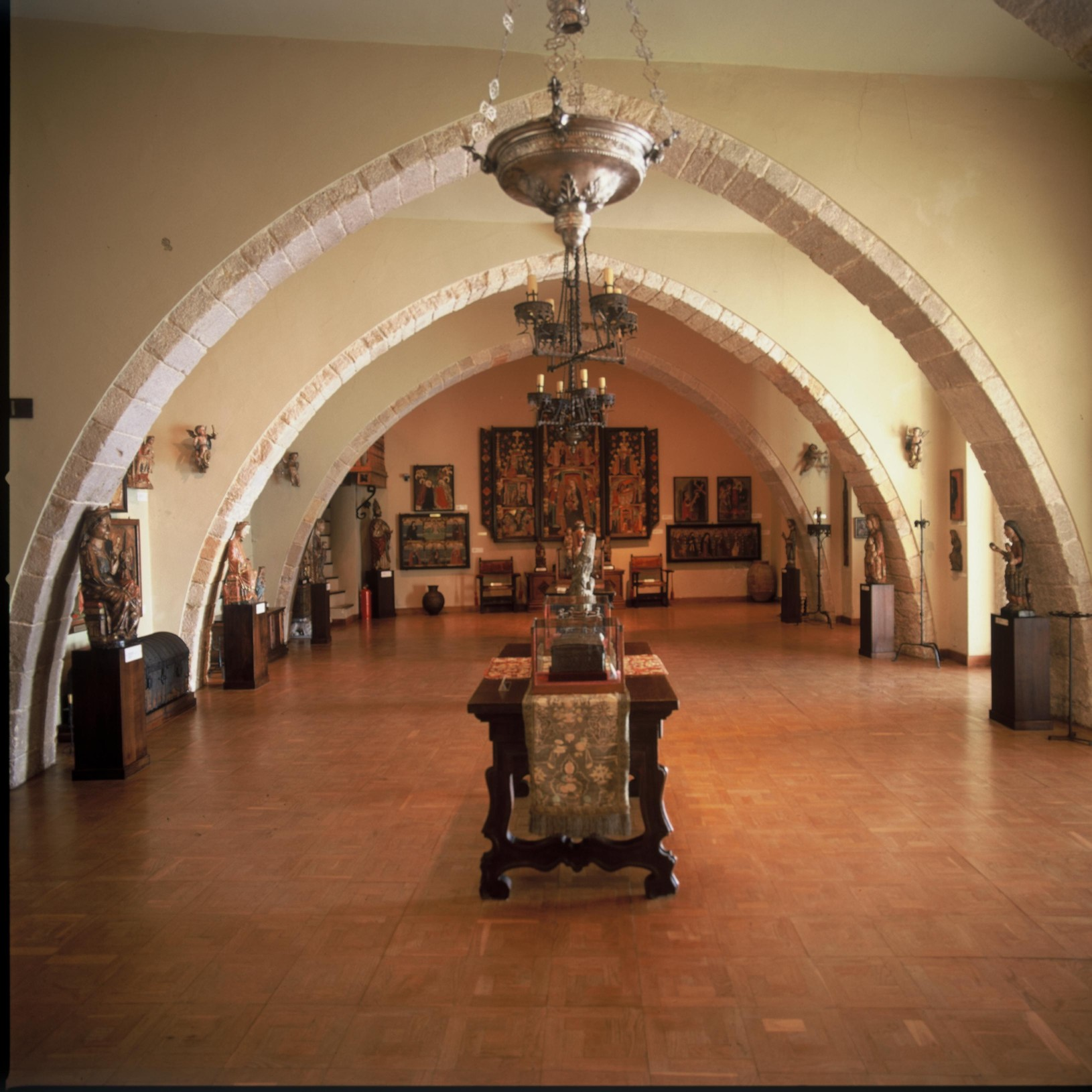
Sala Gòtica del Museu Maricel de Sitges

Lligat a Sitges per qüestions familiars (un dels seus germans posseïa una torre al sector del Vinyet), el 1967 oferí la seva valuosa col·lecció a l'ajuntament que presidia Josep A. Martínez i Sardà i expressà el seu desig que fos instal·lada a Maricel de Mar. Davant la impossibilitat d'assumir el cost de la compra i posterior acondicionament de l'edifici, el consistori posà el doctor en contacte amb la Diputació de Barcelona, que acceptà fer-se càrrec del projecte. Després de les gestions oportunes, la Diputació comprà el Maricel de Mar per catorze milions de pessetes (1969), i el 30 de juny de 1970 tingué lloc la inauguració del nou museu a càrrec dels llavors prínceps d'Espanya, Joan Carles i Sofia.
Formada per més de dues mil peces de la més diversa procedència, la donació Pérez-Rosales inclou pintures murals de l'època romànica; exemplars de pintura gòtica sobre taula, entre ells dos compartiments de la predel·la del Retaule de Sant Pere de Cubells, obra de Pere Serra; talles renaixentistes, com ara La Verge de la Pera i la Verge de la Magrana ambdues d'escola hispano-flamenca, o La Mare de Déu del Fai, procedent del monestir de Sant Miquel del Fai; escultures noucentistes de Joan Rebull (L'aurora, Repòs); i un sense fi de quadres, mobles porcel·lanes i ceràmiques.
Tanmateix, l'obra potser més emblemàtica són els sis murals al·legòrics de la Primera Guerra Mundial que Josep Maria Sert pintà per a Charles Deering el 1915-1916. Quan el nord-americà va marxar cap a Chicago, se'ls va endur amb ell, i un cop allí els va donar al nebot de l'autor, l'arquitecte Josep Lluís Sert. Anys després les teles sortiren a subhasta i foren adquirides per Pérez-Rosales, que les retornà al seu lloc d'origen, on encara avui es poden contemplar.
En agraïment per la seva donació, l'abril de 1969 l'ajuntament governat per Josep A. Martínez el distingí amb el títol de Fill Adoptiu de Sitges (el diploma acreditatiu se li lliurà el febrer de 1971). Posteriorment li va ser concedit el I Premi Trinitat Catasús (1976) i se li dedicà una plaça al sector del Poble Sec, la qual fou inaugurada oficialment el 30 de març de 1980 (l'acte comptà amb la presència de Josep Tarradellas president de la Generalitat).
Va morir a Barcelona el 22 d'abril de 1989, als norant-tres anys